# Giovanni Bianchi (musicista)
Giovanni Bianchi (Gorgonzola, 31 marzo 1758 – Gorgonzola, 11 febbraio 1829) è stato un compositore maestro di cappella e organista italiano.

## Biografia
Grazie all’interessamento e al mecenatismo del duca Gian Galeazzo Serbelloni poté perfezionare la propria formazione musicale a Milano con i migliori maestri di cappella attivi nel capoluogo ambrosiano. Pur non avendo notizie più precise in merito non si può escludere che il Bianchi abbia completato gli studi alla scuola di Gaetano Piazza (1714-1794), Francesco Pogliani (1731-1792) o Carlo Monza (1735-1802). Nel 1781 Giovanni Bianchi tornò a Gorgonzola dove, oltre a svolgere mansioni di musicista da camera del duca Serbelloni, divenne maestro di cappella e organista della Chiesa Prepositurale dei SS. Protaso e Gervaso.
Nel 1798 si deve collocare il soggiorno parigino al seguito del duca Serbelloni ricordato dallo storico locale Damiano Muoni. Per oltre quarant’anni fu la figura musicale di riferimento non solo del borgo di Gorgonzola ma di tutto il territorio della Martesana: fra gli anni Ottanta del Settecento e gli anni Venti del secolo successivo è testimoniata la presenza della Cappella musicale della Prepositurale gorgonzolese guidata dal Bianchi anche nei paesi del circondario. Molti musicisti gorgonzolesi ebbero modo di formarsi alla scuola del Bianchi, non solo suo figlio Giuseppe (1787-1849) che gli subentrò come organista e maestro di Cappella a Gorgonzola, ma anche Giovanni Battista Apostolo (*1766), organista di Camporicco, e Giuseppe Menni, direttore della Banda di Gorgonzola. Bianchi scrisse molta musica ma, allo stadio attuale delle ricerche, sembra che gli sopravvivano solamente le partiture di due composizioni: la Sinfonia per Cimbalo o Piano forte e la Sinfonia in Re maggiore per orchestra.
Nel corso di approfondite ricerche archivistiche non hanno trovato riscontro oggettivo le notizie che vorrebbero il Bianchi virtuoso suonatore di serpentone nei teatri della Lombardia, così come – a motivo della lacunosità degli archivi – non è stata rinvenuta traccia di particolari collaborazioni o commissioni affidate al musicista gorgonzolese. L’esistenza terrena di Giovanni Bianchi si concluse a Gorgonzola l’11 febbraio 1829. Nel Cimitero di Gorgonzola si conserva ancora la lapide ottocentesca inserita in una artistica cornice in pietra decorata con motivi musicali.testimonianze archivistiche documentano il suo ruolo di maestro di Cappella e organista presso la Chiesa Prepositurale di Gorgonzola dalla fine del Settecento ai primi decenni del secolo successivo. Dopo quasi duecento anni l'attività della Cappella Musicale di Gorgonzola prosegue sotto la guida dell'attuale maestro di cappella Matteo Marni.